# 후나이성

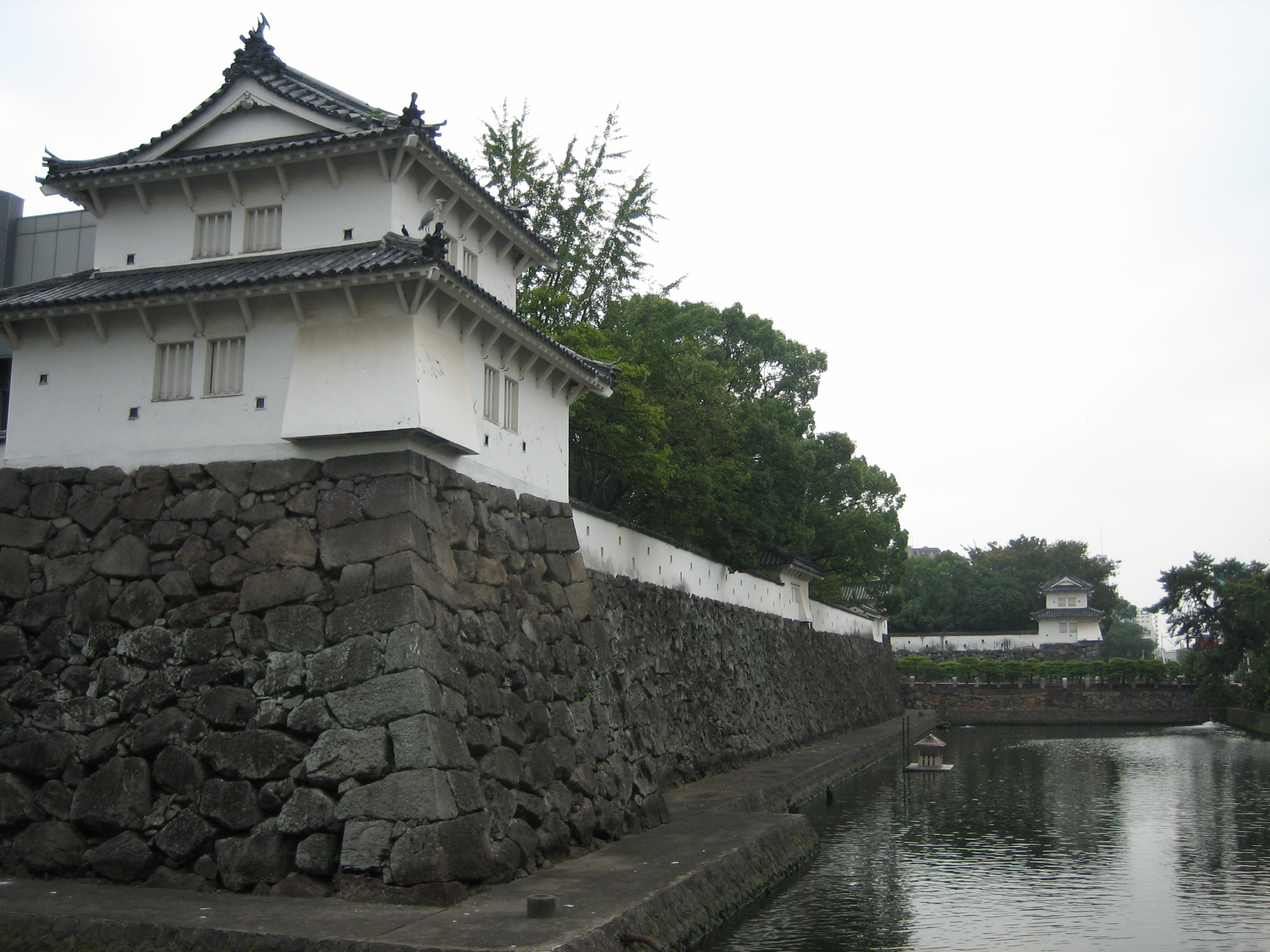
니주 망루, 슈몬 망루, 자쿠토 망루

후나이성(일본어: 府内城 후나이조[*])은 일본 오이타현 오이타시에 있는 제곽식 평성이다. 다른 이름으로는 오이타성(大分城)이다.

## 개요
오이타 시내 중심에 위치한 제곽식 평성이다. 북동쪽 구석에 혼마루를 배치하고, 히가시마루, 니시마루, 야마자토 구역을 배치했다. 무사마을이 있는 산노마루가 북서쪽에서 남동쪽으로 넓게 걸쳐 혼마루등을 둘러싸고 있다. 각각의 구역은 해자로 구분되었고, 와타리 망루, 로카 다리로 연결되었다.
처음 축성은 이시다 미쓰나리의 제부인 후쿠하라 나오타카로 아즈치모모야마 시대 말기에 축성되었다. 이곳은 오토모씨가 다스릴 때 배의 하역을 하던 장소로〈니오로시(荷落)〉라는 지명이 붙은 곳이다. 불길하게 여겨 지명을〈니아게(荷揚)〉로 바꾸어, 성의 이름을 니아게 성으로 불렀다. 에도 시대 초기에 다케나카 시게토시가 4층 천수를 건축해 성을 완성했지만, 에도 중기에 소실되어 현재 천수대만 남아있다.
에도 시대에는 후나이번 2만 석의 번청으로 영화를 누렸다. 메이지 시대에 혼마루, 히가시마루, 니시마루의 건축물 이외는 파괴 매각되었고, 해자 일부도 메워졌다. 게다가 태평양 전쟁시 공습으로 망루가 몇 동 소실되었다. 현재는 혼마루 북서쪽에 2층으로 된 히토지치 망루와 니시마루에 1층인 슈몬 망루가 현존해 있고, 오이타 현 사적으로 지정되었다. 또, 3동의 2층 망루와 오테 문, 토담, 로카 다리가 복원되었다.
현재 성터는 오이타성지공원(大分城址公園)이다. 1966년 니시마루에 오이타 문화회관을 건축했고, 산노마루에는 오이타 현청, 오이타 시청 등이 있다.

## 역사

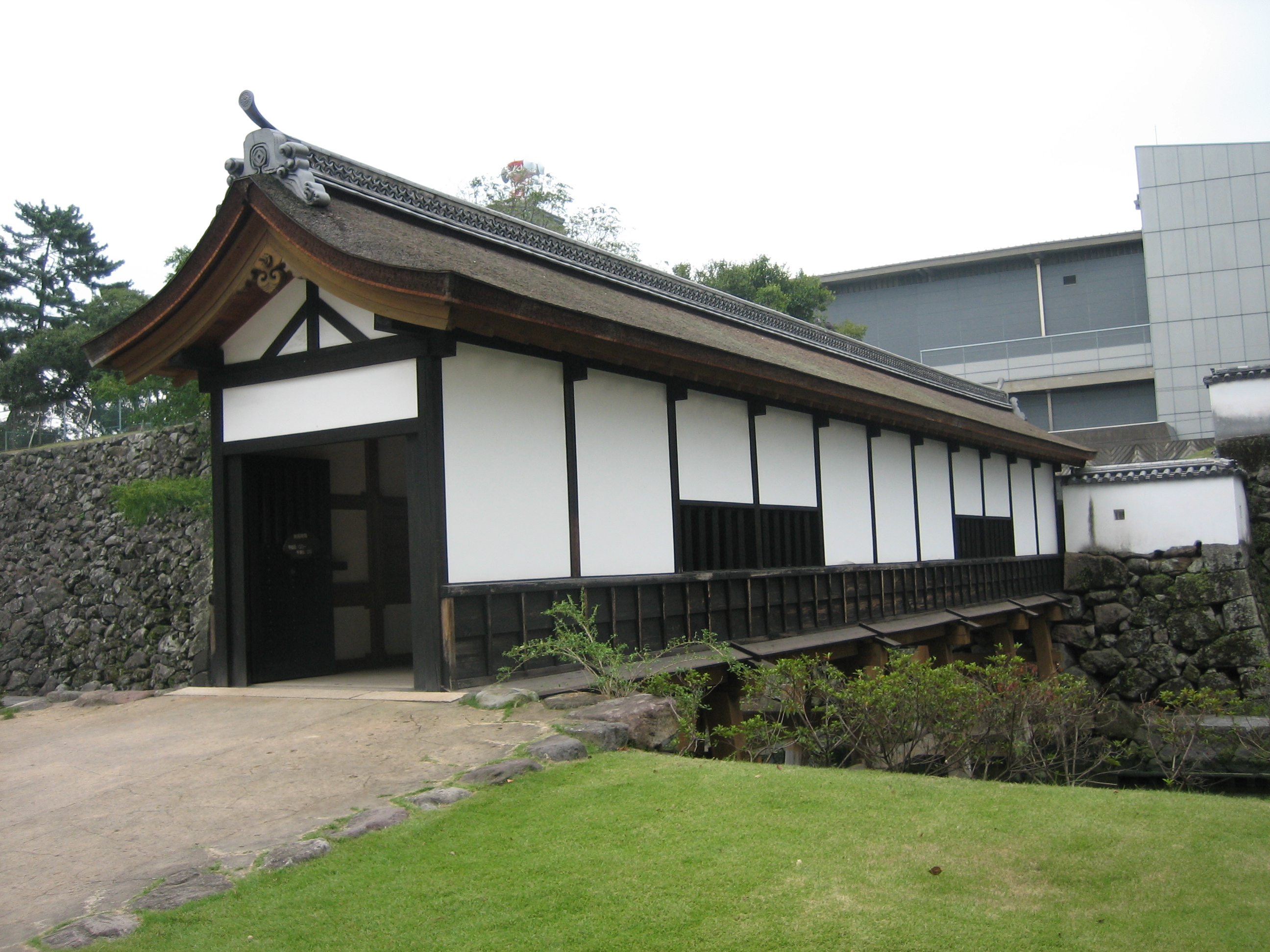
로카 다리

- 1597년 도요토미 히데요시의 가신 후쿠하라 나오타카가 12만 석으로 우스키부터 전봉되어 온다. 후나이 중심은 오토모씨가 지은 거관이 있었다. 그러나 거관에서는 수비가 불안하기 때문에 견고한 성곽이 필요했다. 그래서 오이타가와 강 하구 부근에 니아게 성을 축성하기 시작한다.
- 1599년 니아게 성을 완성한다. 옛 후나이 성을 폐성하고 이주한다. 그 후, 히데요시가 죽자, 미쓰나리파인 나오타카는 도쿠가와 이에야스에 의해 6만 석으로 감봉되어 다시 우스키로 전봉되었다. 나오타카 입봉 전에 후나이 대관으로 있던 하야카와 나가토시가 입성한다.
- 1601년 세키가하라 전투에서 서군에 속한 나가토시는 영지를 몰수당해 낭인이 되었고, 다케나카 시게토시가 3만5천 석에 입봉되어 입성한다. 나오타카 시기 축성된 니아게 성을 대폭 수리한다.
- 1602년 4층 천수, 망루, 야마자토 구루와, 내측 해자를 완성한다.
- 1605년 외측 해자를 완성한다.
- 1607년 각각의 문을 완성하고, 개수작업을 끝낸다.
- 1634년 시게토시의 아들 다케나카 시게요시는 나가사키 봉행[1]에 임할 때 부정을 저질렀기에 할복하고, 영지를 몰수(개역)당한다. 대신, 히네노 요시아키가 2만 석에 입봉되어 입성한다.
- 1656년 요시아키가 아이 없이 죽자, 히네노씨는 가문이 단절되어, 우스키 번주 이나바 노부미치가 조다이(城代)로 성을 관리하게 된다.
- 1658년 오이타 군 2만 석을 영지로 마쓰다이라 다다아키가 입성한다. 이후, 메이지 유신까지 오규 마쓰다이라가(가즈나리계)의 거성이 된다.
- 1743년 화재로 인해 천수를 포함 대부분의 건물이 소실된다. 이후, 천수는 재건되지 않았다.
- 1872년 성내에 오이타 현청이 설치되었다.
- 1919년 현청 확장공사를 위해 내측해자 일부가 매워진다.
- 1945년 공습에 의해 망루 다수가 소실된다.
- 1963년 오이타 현 사적으로 지정되었다.
- 1965년 히가시마루 자쿠토 망루, 니주 망루, 니시마루 니주망루, 오테 문을 복원했다.
- 1996년 니시마루 야마자토 구루와를 연결하는 로카 다리를 복원했다.
- 2006년 4월 6일 일본 100대 명성에 선정되었다.

## 교통
- JR 규슈 오이타역 하차, 도보로 15분

## 같이 보기
- 일본 100 명성
- 오규 마쓰다이라가